# لوكهيد إكس بيه-49
لوكهيد أكس بيه-49 (Lockheed XP-49، طراز 522) هي طائرة مقاتلة مطوره عن النموذج لوكهيد بي-38 لايتنغ صممت للاستجابة على طلب سلاح الجو الأميريكي رقم 39-775. كان الهدفاستخدام محرك برات آند ويتني X-1800 الجديد المزود بـ24 أسطوانة. تنافس هذا الطراز مع طائرة غرومان جي 46 الذي حصل على العقد.